# Hypalastoroides aztecus
Hypalastoroides aztecus är en stekelart som beskrevs av Giordani Soika 1958. Hypalastoroides aztecus ingår i släktet Hypalastoroides och familjen Eumenidae. Inga underarter finns listade i Catalogue of Life.